# Зоркіне
Зо́ркіне (до 1948 — Дулат, крим. Dulat) — село Білогірського району Автономної Республіки Крим.
Входить до Зоркінської сільської ради.
Відстань від райцентру до населеного пункта становить 55 кілометрів по прямій.

## Населення

### Мова
Розподіл населення за рідною мовою за даними перепису 2001 року:
| Мова                | Відсоток |
| ------------------- | -------- |
| російська           | 70,47 %  |
| кримськотатарська   | 16,98 %  |
| українська          | 11,03 %  |
| інші/не визначилися | 1,55 %   |